# 佛山詠春拳
佛山在詠春拳的發展歷史上，具有舉足輕重的地位。
依據佛山市博物館研究人員的考證，清咸豐四年（1854年）李文茂“紅巾軍”起義，紅船戲班子弟黃華寶、梁二娣遷至佛山，詠春拳開始有文字記載。黃、梁二人晚年先後傳授詠春拳予梁榮生。梁贊是小說中梁榮生的化名，一位著名早傳中醫，承繼了父親設在佛山筷子路的藥店“榮生堂”懸壺濟世，最終成為一代宗師。梁贊在佛山的傳人陳華順再傳陳汝棉、吳仲素及葉問等名家。上世紀三十年代，阮奇山、姚才曾經跟隨吳仲素學習詠春拳。
1986年，佛山精武体育会复办，初由彭南開始義授詠春拳，其後詠春拳各支脈人士紛紛加入。1997年7月，「佛山精武體育會詠春拳研究活動中心」成立時，已匯集張保、黎葉篪、葉問、彭南、林瑞波、廣州岑能等支脈的弟子；其後姚才支脈弟子也相繼加入，到了2001年，該中心已匯集當時佛山詠春拳的七大支脈，人稱「詠春七劍」。2006年，佛山詠春拳也由「詠春七劍」進入「詠春十一傑」的時代。